# Harrimania maculosa
Harrimania maculosa är en djurart som tillhör fylumet svalgsträngsdjur, och som beskrevs av Friedrich Ritter 1900. Harrimania maculosa ingår i släktet Harrimania och familjen Harrimaniidae. Inga underarter finns listade i Catalogue of Life.